# John Carter (personnage)
Pour les articles homonymes, voir John Carter, Carter et John Carter (film).
John Carter, parfois appelé John Carter of Mars, est un aventurier et combattant immortel créé par le romancier américain Edgar Rice Burroughs dans le cadre de son Cycle de Mars.
Il apparaît pour la première fois en février 1912 dans All-Story Magazine dans une histoire à épisodes titrée Under the Moons of Mars et publiée en roman sous le titre Une princesse de Mars en 1917. Il est aussi le personnage principal des deux romans suivants du Cycle de Mars, prépubliés en 1913 et 1914 : Les Dieux de Mars (1918) et Le Seigneur de la Guerre de Mars (1919).

## Biographie fictive

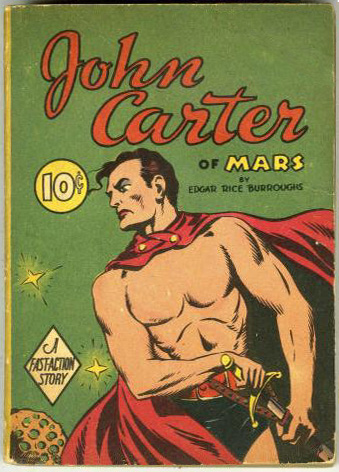
Couverture du Big Little Book de John Carter of Mars (Dell, 1940).

### Jeunesse
On ne sait rien de la jeunesse de Carter, car lui-même affirme ne pas en avoir de souvenir, ayant eu l'aspect d'un adulte d'une trentaine d'années aussi loin qu'il s'en souvienne. Cette affirmation est validée par son biographe, Edgar Rice Burroughs, qui dit se souvenir des visites que faisait « oncle Jack » quand il était jeune, à la maison de son père en Virginie, et avoir noté que Carter n'avait pas vieilli d'un jour depuis qu'il le connaissait.
Carter est, dans les années 1850, un gentleman sudiste qui semble avoir déjà beaucoup vécu. C'est un homme grand, mince et musclé, aux cheveux bruns et drus et aux yeux gris acier. Après avoir participé à la Guerre de Sécession en tant que capitaine de cavalerie dans l'armée des États confédérés, il se lance dans la prospection d'or avec un autre ex-officier confédéré, le capitaine James Powell.
C'est à ce moment-là que se situe le début des aventures martiennes de John Carter : il meurt et se dédouble, laissant un corps sans vie derrière lui, tandis que son corps dédoublé, nu, se trouve transporté sur Mars.

### Barsoom
Sur Mars, ou Barsoom comme il l'apprendra par ses habitants, John Carter rencontre d'abord les martiens verts, et est fait prisonnier par l'un d'eux, Tars Tarkas. Une princesse de Mars raconte comment il se lie d'amitié auprès de Tars Tarkas et devient amoureux d'une autre prisonnière, la martienne rouge Dejah Thoris, princesse de la cité d'Hélium, qu'il sauve et épouse avant de revenir contre son gré sur Terre et où il réintègre son corps. Il vit dix années sur la Terre, le temps d'écrire ses mémoires, puis réussit à revenir à Barsoom où il devra se battre contre les Therns et martiens noirs, pseudo dieux de la religion de mort de cette planète. Aussi, il combattra diverses peuplades, dont les martiens jaunes, et traversera Barsoom de long en large pour sauver Dejah Thoris et sa famille, les Jed et Jeddak d'Hélium. Au terme du troisième roman de la série, John Carter est désigné, par l'ensemble des Jeddaks du Barsoom connu, Jeddak des Jeddaks et Seigneur de la Guerre de Barsoom.

## Influences, héritage et apparitions dans d'autres médias
John Carter a eu une influence majeure sur la science-fiction et la fantasy à travers le XXe siècle, notamment Flash Gordon, Superman, Dune, Star Wars et Avatar,,,,. À tel point que l'adaptation de 2012 a parfois été considérée comme une copie de ces œuvres,.
John Carter a inspiré d’innombrables personnages :
Livre
- 1965-1969 : Le Cycle du Guerrier de Mars de Michael Moorcock
- 1979 : The Number of the Beast de Robert A. Heinlein

Bande dessinée
- Plusieurs personnages de DC Comics (Superman, Adam Strange, Martian Manhunter...)
- 1974 : Illustrations de Frank Frazetta (Thuvia Maid of Mars & A Princess of Mars)
- 1977 : John Carter, Warlord of Mars (Marvel) de Marv Wolfman
- 1996 : série en volumes Tarzan/John Carter: Warlords of Mars (Dark Horse Comics) de Bret Blevins et Bruce Jones
- 1999-2000 : La Ligue des gentlemen extraordinaires - vol.1 Allan and the Sundered Veil d'Alan Moore et Kevin O'Neill
- 2010 : Warlord of Mars (Dynamite Entertainment) d'Arvid Nelson, Adriano Lucas, (couvertures variantes) Alex Ross, Joe Jusko, J. Scott Campbell, Lucio Parrillo, Lui Antonio, Stephen Sadowski, Troy Peteri
- 2012 : roman graphique Self Made Hero "A Princess of Mars" d'Ian Edginton & I.N.J. Culbard
- 2023:  roman graphique La Princesse de Mars - Tome 1 d'Jean-David Morvan & Francesco Biagini

Cinéma
- 2009 : Les Chroniques de Mars (Princess of Mars) de Mark Atkins
- 2012 : John Carter d'Andrew Stanton